# Quercylurus major
Il quercyluro (Quercylurus major) è un mammifero carnivoro estinto, appartenente ai nimravidi. Visse nell'Oligocene inferiore (circa 32 milioni di anni fa) e i suoi resti fossili sono stati ritrovati in Francia.

## Descrizione
Questo animale era di dimensioni molto grandi, e rappresenta il più grande rappresentante noto dei nimravidi. La lunghezza poteva arrivare a tre metri, l'altezza a un metro, mentre il peso doveva essere compreso tra i 300 e i 400 chilogrammi. Le dimensioni, in generale, erano paragonabili a quelle di un orso bruno. Quercylurus, come tutti i suoi simili, era dotato di un cranio corto, simile a quello dei felidi. I canini superiori erano relativamente allungati. Le zampe erano molto muscolose e Quercylurus doveva essere almeno parzialmente plantigrado. 

## Classificazione
Questo animale, descritto per la prima volta nel 1979 da Leonard Ginsburg, è noto per fossili ritrovati nel ben noto giacimento francese di Quercy. Quercylurus è considerato il più grande dei nimravidi, un gruppo di carnivori primitivi dalle caratteristiche superficialmente simili a quelle dei felidi. Quercylurus doveva essere affine a Nimravus, e secondo alcuni autori potrebbe essere semplicemente stato una specie gigante di quest'ultimo; tuttavia, la taglia molto minore (Nimravus era grande al massimo quanto un piccolo leopardo) e alcune caratteristiche permetterebbero di distinguere i due generi. Un altro genere considerato affine è Dinailurictis, anch'esso dell'Oligocene europeo, ma vissuto pochi milioni di anni dopo. Quercylurus potrebbe essere stato un diretto antenato di quest'ultimo nimravide.

## Paleobiologia
Le grandi dimensioni e la morfologia massiccia di Quercylurus indicano che questo animale non doveva essere un predatore particolarmente agile. È possibile che cacciasse tramite agguati, o che integrasse la sua dieta con carogne. La morfologia degli arti, tuttavia, ha portato all'ipotesi che Quercylurus fosse in grado di arrampicarsi sugli alberi. Nel giacimento di Quercy è noto un altro nimravide di dimensioni minori, Eofelis, che occupava chiaramente un'altra nicchia ecologica.